# Alphonsine

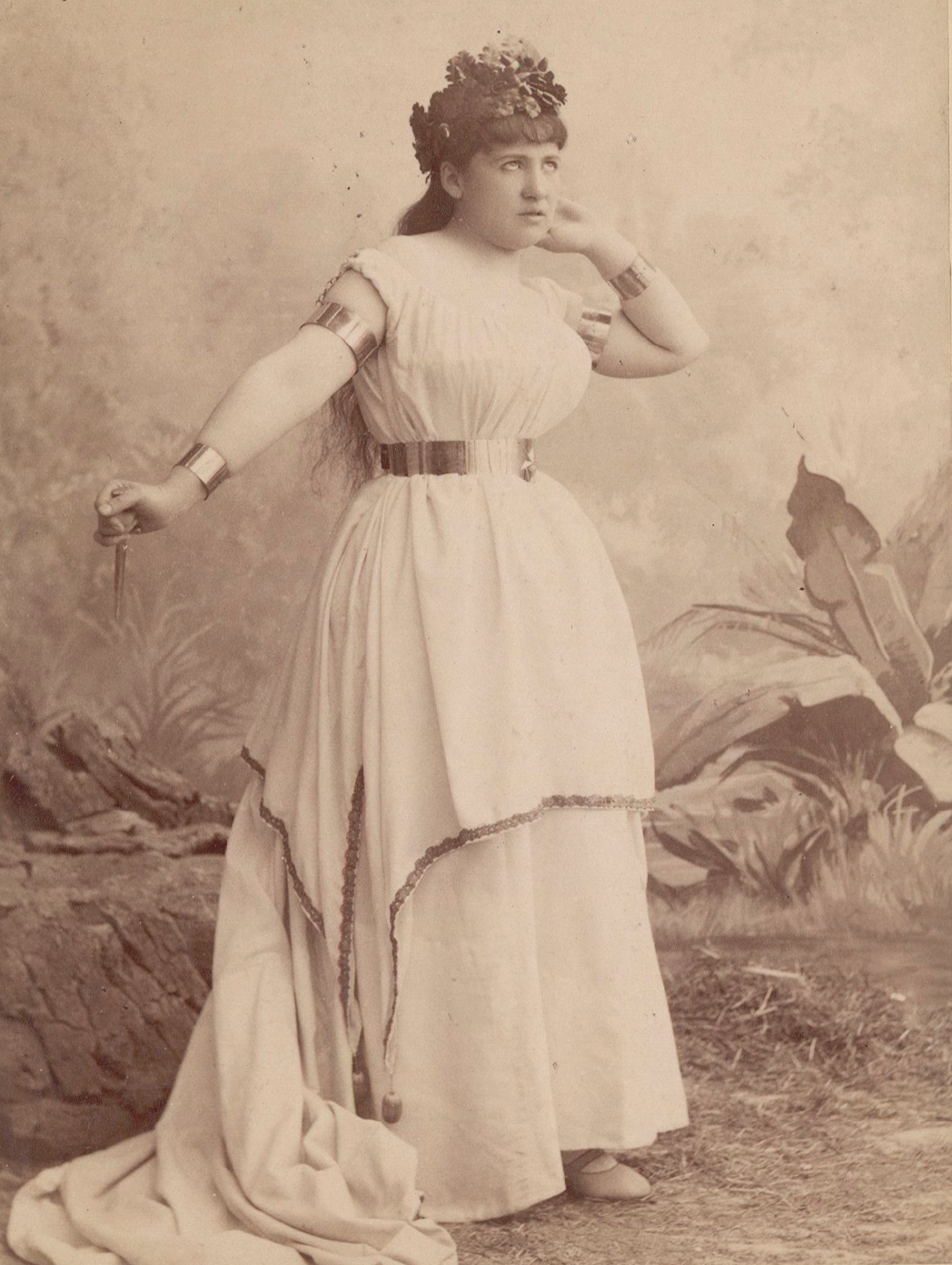
Jeanne Benoît, Alphonsine

Alphonsine Fleury, bekannt als Alphonsine, bürgerlich Jeanne Benoît, verheiratete Margaine (* 1829 in Paris; † 12. Juli 1883 in Asnières-sur-Seine), war eine französische Schauspielerin.

## Biographie
Über Alphonsines Familie ist nur bekannt, dass ihre Mutter eine Blumenhändlerin nahe der Oper war. Alphonsine musste schon als Kind arbeiten und war in einem Spielzeugladen, als Brautjungfer verkleidet, lebender Teil der Staffage. Ihre ersten Bühnenerfahrungen sammelte sie bereits im Alter von sechs Jahren am Gymnase-Enfantin. Mit 15 Jahren dann hatte sie die ersten Rollen im Petit Lazari und im Zuge ihres Erfolges reüssierte sie 1847 am Théâtre des Délassements–Comiques in der Uraufführung von La Bouquetière du Marché des innocents.
Diesem Theater blieb Alphonsine einige Jahre treu, wechselte jedoch 1854, nach einem kurzen Intermezzo am Théâtre de la Porte Saint-Martin, ans Théâtre de la Gaîté, an dem sie große Erfolge feierte. Schließlich erklomm sie den ersten Höhepunkt ihrer Karriere am Théâtre des Variétés, an dem sie sechs Jahre lang die Hauptdarstellerin war.
Während ihrer Zeit am Théâtre des Variétés heiratete sie den Kunstmaler Margaine. Er sorgte sich um Alphonsine, wartete jeden Abend vor dem Bühnenausgang und ermöglichte Alphonsine ein gutbürgerliches Leben, mit Ausflügen nach Joinville-le-Pont oder Asnières-sur-Seine, wo sie sich später auch niederließ.
Im Jahr 1867 nahm sie ein Engagement am Théâtre du Châtelet an, wo aber all ihre Schauspielkunst, die zuvor so geschätzt wurde, nicht ankam und so wechselte sie schon 1868 ans Théâtre du Palais-Royal, an dem sie auch fünf Jahre bleiben sollte. Die Krönung ihrer Karriere erlebte Alphonsine anschließend am Théâtre du Gymnase Marie Bell in Alexandre Dumas’ Stück Monsieur Alphonse, in dem sie die Madame Guichard gab.

## Hauptrollen in Uraufführungen (Auszug)
- die Pouponnetta in Les sept merveilles du monde von Eugène Grangé, 1853 am Théâtre de la Porte Saint-Martin
- die Princesse Castorina in Les cinq cent diables von Adolphe d’Ennery, 1854 am Théâtre de la Gaîté
- die Trombinette in La Tour de Nesle à Pont-à-Mousson von Louis François Clairville, 1861 am Théâtre des Variétés
- die Césarine in Un mari dans du coton von Lambert-Thiboust, 1865 am Théâtre des Variétés
- die Antonina in Le dossier de Rosafol von Eugène Labiche, 1869 am Théâtre du Palais-Royal
- die Reine Indigo in La reine Indigo von Adolphe Jaime, 1875 am Théâtre de la Renaissance
- Madame Guichard in Monsieur Alphonse von Alexandre Dumas, 1878 am Théâtre du Gymnase Marie Bell